# Feimaņu ezers
Feimaņu ezers (pol. hist. Jezioro Fejmańskie) – jezioro na Łotwie, na pograniczu gminy Rzeżyca i gminy Rybiniszki w Łatgalii. Nad jeziorem położona jest wieś Feimaņi, a początek zeń bierze rzeka Feimanka należąca do zlewiska Dźwiny. Jezioro nie ma dopływów, jego wody uzupełniane są z miejscowych źródlisk.
Powierzchnia jeziora wynosi 625,7 ha, głębokość średnia 1,1 m (maksymalna 3,8 m); lustro wody znajduje się na wysokości 153,9 m n.p.m., a objętość zgromadzonej w jeziorze wody wynosi 0,0068 km³. Bogate jest w ryby (głównie płoć, okoń i szczupak, a także miętus pospolity, karaś, lin i inne), brzegi są na ogół płaskie i dostępne, dzięki czemu jezioro służy też celom rekreacyjnym: sportom wodnym i wędkarstwu.

## Źródło
- Feimaņu ezers na ezeri.lv